# 文京区立窪町小学校
文京区立窪町小学校（ぶんきょうくりつ くぼまちしょうがっこう）は、東京都文京区大塚3丁目にある公立小学校。大正15年（1926年）に開校した小学校である。跡見学園の前、春日通り沿いに位置する。またこの小学校は関東大震災による震災復興小学校（改築小学校）であり、震災復興時の面影を残していることでも知られていた。2006年度、5階建の新校舎に建て替えられた。

## 沿革
- 1926年（大正15年）
  - 4月1日 - 授業開始。
  - 10月2日 - 開校式挙行し、校旗制定。
- 1946年（昭和21年）
  - 2月28日 - 戦後教育状況視察のため昭和天皇が来校。
  - 11月 - 東京都新教育研究実験学校指定。
- 1948年（昭和23年）10月2日 - 新校歌（現校歌）制定。
- 1953年（昭和28年）2月28日 - 文部省初等教育実験学校指定。
- 1954年（昭和29年）9月4日 - ユネスコ主催美術教育国際会議各国代表が来校する。
- 1963年（昭和38年）5月7日 - 騒音防止二重窓・放送室・保健室・校長室改修工事完了。
- 1977年（昭和52年）10月12日 - 体育館・屋内プール完成。
- 1990年（平成2年）11月9日 - 放送教育全国大会会場校。
- 1999年（平成11年）11月11日 - 全日本音楽教育研究会全国大会東京大会に5年生全員が出場。
- 2004年（平成15年）10月31日 - 全国小学校社会科研究大会会場校。
- 2006年（平成18年） - 新校舎完成[3]。
- 2007年（平成19年）2月17日 - 開校80周年・新校舎落成記念式典挙行。
- 2023年（令和5年）1月 - 全教科 区教育研究協力校となる[4]。

## 交通
東京メトロ丸ノ内線茗荷谷駅より北西側に徒歩約3分。

都営バス都02系統(グリーンライナー)、都02乙系統および文京区コミュニティバスBーぐる目白台・小日向ルート「窪町小学校」バス停から徒歩約1分。

## シンボル
- 菊の花
  - 小さい花びらが集まって大輪の菊となるように、互いに協力し合って大きな花を咲かそうということから。
- 水辺の馬
  - 水辺に連れて行くことはできるが、水を飲む気の無い馬に水を飲ますことはできないという西洋のことわざのように、自主的に学ぶ志を持とうということから。
- かやの木
  - かやの木のように大きく真っ直ぐに伸びていこうということから。

## 著名な出身者
- 小宮山量平（作家・「理論社」創業者）
- 能瀬慶子（アイドル）

## 校歌
作詞　松井義雄
作曲　杉原雅之

## 通学区域
出典
- 小石川4丁目（15番(6号～8号、17号)、16番(1号～14号、20号、25号、26号)、17番～22番）
- 小石川5丁目（全域）
- 白山3丁目（1番～6番）
- 小日向4丁目（2番～9番）
- 大塚1丁目（全域）
- 大塚2丁目（1番、2番、3番(1号、4号)、3番10号(一部は青柳小学校の学区)、12番～20番）
- 大塚3丁目（1番～32番）